# Byrobot Drone Fighter
Byrobot Drone Fighter (произносится «Байробот Дрон Файте», (кор. 무인 전투기 Byrobot mu-in jeontugi) — дрон-квадрокоптер на дистанционном управлении, с игровым функционалом («воздушные бои») и возможностью подключения видеокамеры. Выпускается южнокорейской компанией Byrobot с середины 2014 года.

## Технические характеристики

### Спецификация
Размеры:
- С надетой защитой лопастей: 128 на 128 на 32 мм
- Без защиты лопастей 75 на 75 на 32 мм

Масса:
- 33 г — с защитой лопастей и надетым кожухом

Максимальная высота: ограничен радиусом сигнала пульта (150 метров в зависимости от погодных условий).
Длительность полёта на одном заряде батареи: около 10 минут

### Питание
- Аппарат приводится в движение четырьмя бесколлекторными 15 ваттными электродвигателями 35 000 об/мин.
- Литий-полимерный аккумулятор (300 mAh), подходит к пульту и к дрону, время зарядки 35-40 минут от USB или 20 минут от сети в специальном зарядном устройстве (продаётся отдельно).

### Система управления
Инерционная система управления использует:
- Трёхосный акселерометр
- Двухосный гироскоп
- Одноосный гироскоп для определения угла рыскания

В Byrobot Drone Fighter реализован автомат тяги, значительно упрощающий процесс управления.
Есть два режима управления: упрощенный (Headless) и профессиональный.

### Безопасность
- При потере сигнала пульта коптер плавно приземляется
- Шоковая остановка моторов при ударе или контакте с лопастями
- Интерфейс управления позволяет немедленно остановить моторы
- Защитный кожух лопастей для полёта в помещении

## Прошивка
Программное обеспечение, установленное на квадрокоптере и пульте управления, можно обновлять через USB  при помощи программы-симулятора.

## Модульная структура
Byrobot Drone Fighter имеет модульную структуру – отдельные детали (модули) легко отсоединяются голыми руками, таким образом, пользователь может самостоятельно осуществлять ремонт дрона без использования каких-либо инструментов.

## Игровая функциональность
Byrobot Drone Fighter стал первым пользовательским БПЛА класса «боевой дрон» - с возможностью воздушного сражения с другими дронами Byrobot – один на один или команда на команду до 40 дронов одновременно. Каждый коптер оснащен ИК-излучателями («пушками») и ИК-приемником, таким образом, дроны могут обстреливать друг друга. Количество попаданий в дрон отображается светодиодами на пульте, когда все «хит-поинты» израсходованы – Byrobot совершает вынужденную посадку. Помимо обычных атак есть «супер-атаки» - что-то вроде комбо в компьютерных файтингах.
Встроенный бортовой самописец фиксирует поражения и победы.
Жизни игрока отображаются на пульте ДУ, каждое попадание, кроме первого, убирает одну жизнь. Для активации боевого режима перед взлетом игроки делают "стартовый залп" .

## Компьютерный симулятор
На официальном сайте Byrobot доступен  для загрузки симулятор полётов на Byrobot. Программа позволяет устанавливать и обновлять прошивки дрона, просматривать статистику полётов и сражений, а также отрабатывать мастерство полёта в 3D-симуляторе. Для управления в симуляторе необходим комплектный джойстик квадрокоптера.

## Продажи на мировом рынке
Компания Byrobot имеет официальные представительства в четырёх странах мира – Южной Корее, Японии, США и России. По итогам 2015 года в США было продано 20 000 квадрокоптеров, в Южной Корее – 15 000 квадрокоптеров, в Японии – 10 000 квадрокоптеров, в России – 4 500 квадрокоптеров марки Byrobot.

## Применение в сфере развлечений
Благодаря игровому функционалу, а также из-за низкой цены и высокой ремонтопригодности Byrobot Drone Fighter используется в игровых комнатах и центрах детского досуга, на базе игры с Byrobot действуют аттракционы и даже выездные мероприятия

## Byrobot Petrone
В январе 2016 года на выставке CES 2016 компания Byrobot продемонстрировала новую модель – Byrobot Petrone, квадрокоптер-трансформер, способный превращаться из квадрокоптера в радиоуправляемого наземного робота.